# Lycinus epipiptus
Lycinus epipiptus là một loài nhện trong họ Nemesiidae.
Lycinus epipiptus được miêu tả năm 1963 bởi Zapfe.